# Туркули, Владислав Александрович
Владислав Александрович Туркули (1923—2002) — подполковник Советской Армии, участник Великой Отечественной войны, Герой Советского Союза (1945).

## Биография
Владислав Туркули родился 16 декабря 1923 года в Тбилиси. Окончил десять классов школы, занимался в аэроклубе. В 1940 году Туркули был призван на службу в Рабоче-крестьянскую Красную Армию. В 1941 году он окончил Сталинградскую военную авиационную школу пилотов. С ноября того же года — на фронтах Великой Отечественной войны.
К концу войны лейтенант Владислав Туркули командовал звеном 198-го штурмового авиаполка 233-й штурмовой авиадивизии 4-й воздушной армии 2-го Белорусского фронта. К тому времени он совершил 122 боевых вылета на штурмовку скоплений боевой техники и живой силы противника, нанеся ему большие потери.
Указом Президиума Верховного Совета СССР от 18 августа 1945 года лейтенант Владислав Туркули был удостоен высокого звания Героя Советского Союза с вручением ордена Ленина и медали «Золотая Звезда».
После окончания войны Туркули продолжил службу в Советской Армии. В 1954 году он окончил курсы усовершенствования офицерского состава. В 1957 году в звании подполковника Туркули был уволен в запас. Проживал и работал в Елгаве. Умер 9 февраля 2002 года.
Был также награждён двумя орденами Красного Знамени, двумя орденами Отечественной войны 1-й степени, орденами Отечественной войны 2-й степени и Красной Звезды, рядом медалей.